# Le Pope
Pour plus de détails, voir Fiche technique et Distribution.
Le Pope (Поп) est un film russe réalisé par Vladimir Khotinenko, sorti en 2009,.

## Fiche technique
- Photographie : Ilia Diomine
- Musique : Alexeï Rybnikov
- Montage : Maxime Polinski